# Георги Жечев (анархист)
 Тази статия е за анархиста Георги Жечев.  За партизанина, вижте Георги Жечев.  
Георги Жечев Текелиев е български анархист, поет, преводач и публицист. Роден в Хасково, където завършва гимназия, а там му преподава поетът Емануил Попдимитров. Анархист е по убеждения от края на 1913 г.Родът на Георги Жечев по бащина линия произхожда от село Текето, откъдето идва и фамилното им име Текелиеви.

## Политическа дейност
Георги Жечев е анархист, но предпочита да се самоопределя като безвластник и отявлен пацифист, отказвайки да служи в армията.От 1919 г. е член на Федерация на анархо-комунистите в България и участва в списването и редактирането на анархистическите вестници и списания „Пробуда“, „Свободно общество“ (1919 – 1924) и на нелегалния вестник „Анархист“ (1920 – 1921).
Заради убежденията и свързаната с тях дейност му се налага да емигрира след Септемврийското въстание във Франция на два пъти (1923 – 1924) и за втори път през след атентата в църквата „Света Неделя“ (1925 – 1927). В Париж става член на Международната група за анархистически издания, с която общува и Нестор Махно.Редактира вестник „Мисъл и воля“ (1930 – 1935) и сътрудничи на анархисткия вестник „Стожер“ (1946 – 1947).Във Франция се включва в мероприятията, предприети за освобождението на тикнатите в затвора в Съединените щати Никола Сако и Бартоломео Ванцети, преди тяхната екзекуция.
Покрай издаването на „Мисъл и воля“ (с активното участие на Николай Хрелков) излизащ от 21 септември 1930 до 24 март 1935 г. Георги Жечев в клубното кафене на левите писатели „Роял“ се среща с Людмил Стоянов, Иван Хаджимарчев, Иван Мешеков, Цветан Минков и Гьончо Белев.
Георги Жечев за многостранната си анархистическа дейност след 9 септември 1944 г. е въдворен през 1949 г. в концентрационния лагер „Богданов дол“.

## Литературна дейност[1]
Преводи
- „Медея“ – Еврипид (1937)
- „Едип цар“ – Софокъл (1937)
- „Прикованият Прометей“ – Есхил (1937)
- „Манфред“ – Джордж Байрон (1941)
- „Тихият Дон“ – Михаил Шолохов (1934, 1945)
- отделни песни от „Илиада“ – Омир (1946)
- „Сид“ – Пиер Корней (1947)
- „Ана Каренина“ – Лев Толстой (1955)
- „Те се сражаваха за родината“ – Михаил Шолохов (1960„)
- „Разораната целина“ – Михаил Шолохов (1963)
- творби на Достоевски, Мопасан и Дефо

Книги за деца и юноши
- библиотека „Отбрани приказки“ (1940 – 1943)
- „Черната лисица“ (Източни народни приказки, 1942)
- „Чудната русалка. Отбрани приказки“ (1942)
- „Царската дъщеря и козарчето“ (приказки, 1943)
- „Вълшебният ловец“ (приказки, 1943)
- „Горо ле, горо зелена“ (приказки, поеми и стихове за деца, 1943)
- „Златното пиле“ (български народни приказки, 1943)
- „Славните джуджета“ (1943)
- „Котаракът в чизми“ (1943)
- „Галената дъщеря“ (приказки, 1944)
- „Шарено хорце“, „Менажерия“ и „Петлю се напи“ (стихове, 1944)
- „Весели истории“ (поеми, 1946)
- „Баснословен юнак“ (приказки, 1947)
- „Песни и приказки 1872 – 1890“ – Лев Толстой (1958)